# Genki (peintre)
Pour les articles homonymes, voir Genki (homonymie).
Genki (源琦), né le 12 juin 1747 et mort le 8 août 1797, est un peintre japonais.

## Biographie
Né en 1747, Genki vit à Tokyo où il étudie sous Maruyama Okyo (1733-1795). Peintre spécialiste des figures, des fleurs et des animaux, il meurt en 1797.

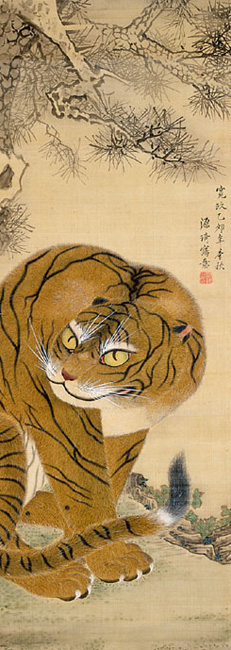
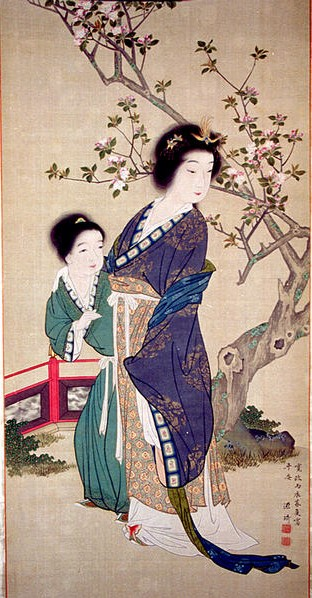
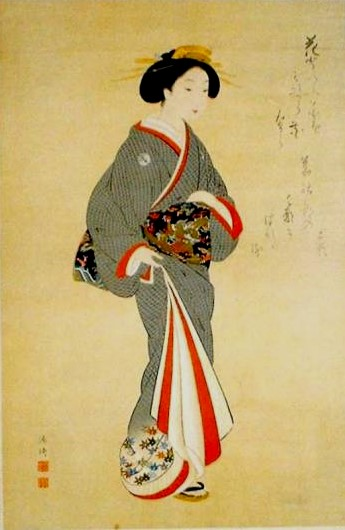
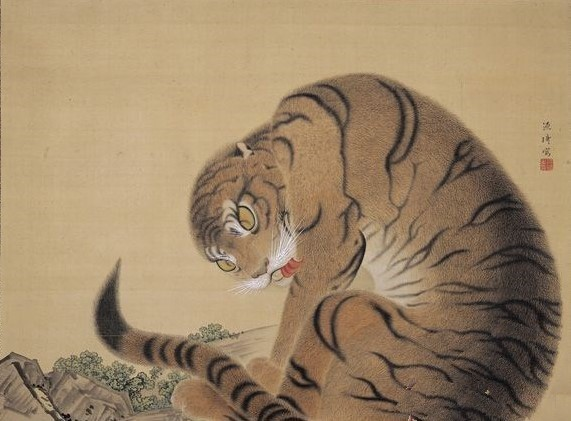